# Pamflet
Pamfletul este o specie literară (în versuri sau în proză) cu caracter satiric, în care scriitorul înfierează anumite stări morale, concepții politice, aspecte negative ale realității sociale, trăsături de caracter ale unei persoane etc.
Pamfletul face parte din stilul  publicistic. Este o specie literară satirică, plină de violență, având interes ocazional - acesta din urmă perimat, de obicei, prin trecerea timpului.
Pamfletul, ca specie literară, a apărut încă din Antichitate. Ca specie a jurnalismului de opinie, este un text care conține un atac virulent expresie a indignării nemăsurate a autorului. Pamfletul se caracterizează prin ton sarcastic, ironie virulentă, exacerbarea defectelor persoanei atacate, îmbinarea umorului cu ironia sarcastică, toate acestea urmărind anihilarea adversarului prin reducerea lui la dimensiunile ridicolului.
Ca formă de exprimare artistică, pamfletul este unul dintre punctele în care scriitura literară și cea jurnalistică se intersectează.

## Scrisoarea brăilenilor către Ștefan cel Mare (1481)
Primul pamflet politic din spațiul românesc este considerat Scrisoarea brăilenilor către Ștefan cel Mare (1481).
„† De la toți boierii brăileni și de la toți cnejii și de la toți românii (вʌасєх), scriem ție, domnului moldovenesc, Ștefan voievod. Ai tu oare omenie, ai tu minte, ai tu creier, de-ți prăpădești cerneala și hârtia și pentru un copil de curvă, pentru fiul Călțunei, și zici că-ți este fiu? Dacă ți-e fiu și vrei să-i faci bine, atunci lasă-l să fie după moartea ta domn în locul tău, și pe mumă-sa ia-o și ține-o să-ți fie doamnă, cum au ținut-o în țara noastră toți pescarii din Brăila, ține-o și tu să-ți fie doamnă. Și învață-ți țara ta cum să te slujească, iar de noi să te ferești, căci dacă cauți pe naiba, ai să-l găsești. Și așa să știi: domn avem, mare și bun, și avem pace din toate părțile; să știi că toți pe capete vom veni împotriva ta și vom lupta alături de domnul nostru Basarab voevod, până în ruptul capetelor noastre.” 

(Stoica Nicolaescu, Documente slavo-române cu privire la relațiile Țării Românești și Moldovei cu Ardealul în sec. XV și XVI, București, 1905, paginile 140-141)